# Bone Sweet Bone
Pour plus de détails, voir Fiche technique et Distribution.
Bone Sweet Bone est un court métrage d'animation américain de la série Merrie Melodies, réalisé par Arthur Davis et produit par la Warner Bros. Cartoons, sorti en 1948.